# Gran cuboctàedre truncat
En geometria, el gran cuboctàedre truncat (també anomenat cuboctàedre quasitruncat o cuboctàedre estel·latruncat) és un políedre uniforme no convex indexat com a U20. Té 26 cares (12 quadrats, 8 hexàgons i 6 octagrames), 72 arestes i 48 vèrtexs. Té un símbol de Schläfli tr{4/₃,3}.

## Coordenades cartesianes
Les coordenades cartesianes dels vèrtexs del gran cuboctàedre truncat centrades en l'origen són totes permutacions de:
(±1, ±(1−√2), ±(1−2√2)).